# Józef Golonka (1892–1948)
Józef Golonka  (ur. w 1892 w Paszczynie, zm. 1948 w Lubzinie) – polski strażak i wojskowy, członek Ochotniczej Straży Pożarnej w Lubzinie.

## Życiorys
Józef Golonka był synem Stanisława i Bronisławy z domu Wolak. Szkołę powszechną ukończył w Lubzinie. W czasie I wojny światowej pełnił służbę w Legionach Polskich. Był chorążym w 3 pułku piechoty Legionów. 
Pod koniec lat 20. i na początku lat 30. XX wieku był członkiem Ochotniczej Straży Pożarnej w Lubzinie. Został odznaczony Brązowym Medalem „Za Zasługi dla Pożarnictwa”. Walczył w kampanii wrześniowej 1939 roku. Od kwietnia służył w Samodzielnej Brygadzie Strzelców Karpackich, od października 1942 do sierpnia 1943 był członkiem sztabu. W maju 1944 roku był członkiem sztabu 3 Dywizji Strzelców Karpackich, brał udział w bitwie o Monte Cassino. 

## Odznaczenia
- Krzyż Pamiątkowy Monte Cassino
- Brązowy Medal „Za Zasługi dla Pożarnictwa”